# Тазята
Тазята — упразднённая деревня в Болховском районе Орловской области России. Входила в состав Багриновского сельского поселения. Упразднена в 2004 году.

## География
Деревня располагалась на правом берегу реки Березуйка, на расстоянии примерно 1 километра (по прямой) к юго-востоку от села Фатнево.

## История
Постановлением Орловской областной думы от 15 октября 2004 года № 32/645-ОС деревня Тазята исключена из учётных данных.

## Население
Согласно результатам переписи 2002 года в деревне отсутствовало постоянное население.